# المعرض الوطني (الولايات المتحدة)
معرض الصور الوطني (National Portrait Gallery (Washington)) هو متحف يقع في واشنطن بالولايات المتحدة، ويجمع أكثر من 19400 عمل في مجالات الرسم والنحت والتصوير ويوثق تنوع الشخصيات المهمة في الولايات المتحدة الأمريكية. يتم تقديم هؤلاء الأشخاص للزائر في مجموعة متنوعة من الفنون المرئية والمسرحية. إنه المتحف الوحيد في الولايات المتحدة الذي يجمع بين التاريخ والسيرة الذاتية والفن.
النقطة المحورية في مجموعة المعرض هي تمثيلات الرؤساء، والتي يتم عرضها في قاعة الرؤساء.
تأسس المعرض عام 1962 وافتتح للجمهور في عام 1968، وهو جزء من مؤسسة سميثسونيان.
في عام 2003، تمت الموافقة على التغيير فيما يتعلق بإضافة سقف زجاجي للفناء المفتوح في وسط مبنى براءات الاختراع القديم. صمم المعماري نورمان فوستر السقف الزجاجي.
اليوم، يعد كوجود كورتيارد (Kogod Courtyard) مكانًا شهيرًا للاجتماعات في واشنطن. يوجد الكثير من أماكن الجلوس وخدمة وايفاي مجانية ومطعمًا للوجبات الخفيفة لزوار المتحف.

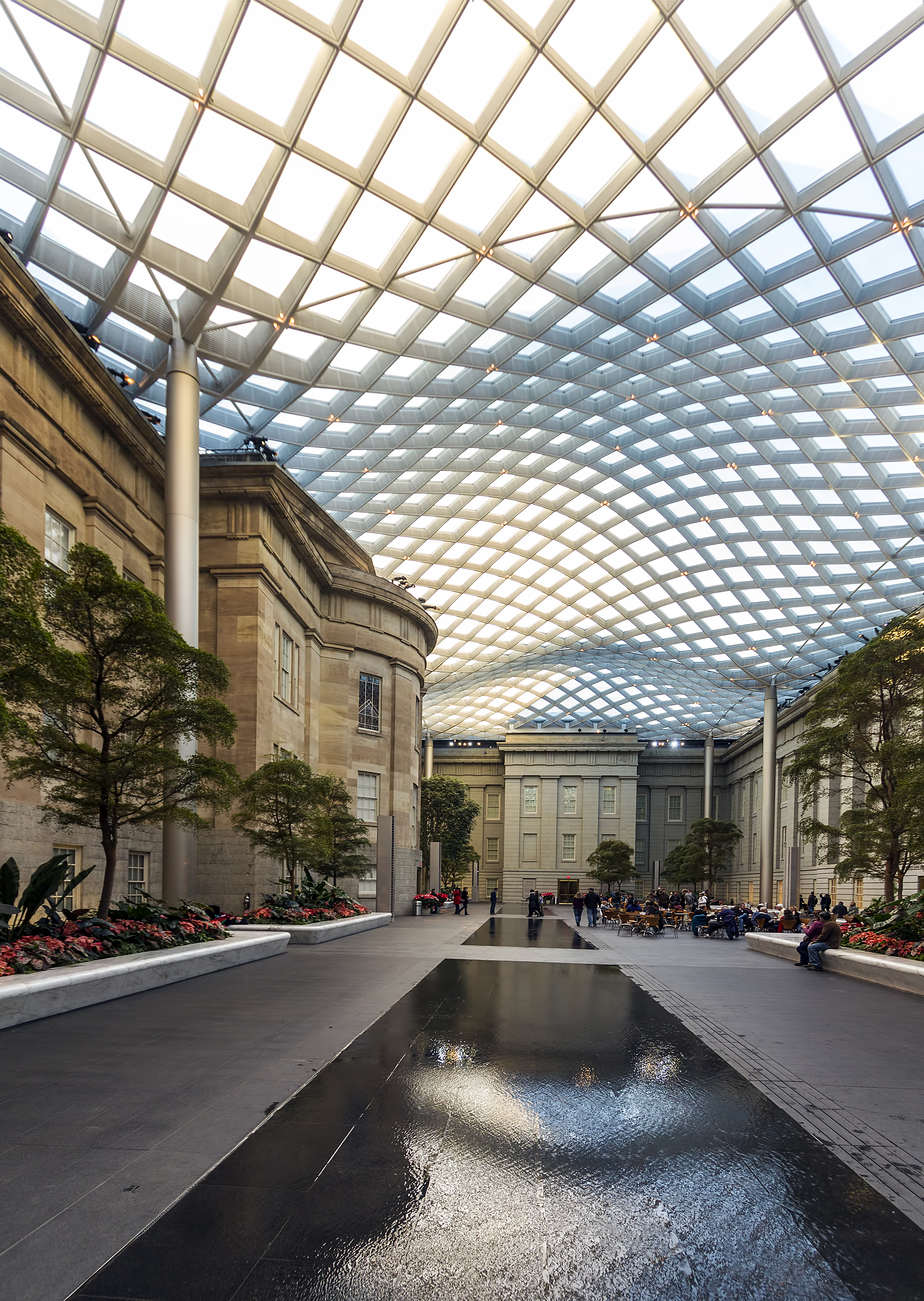
اتريوم المعرض الوطني بواشنطن

. هيكل سقف الاتريوم مصمم باستخدام هياكل خلوية متراصة
ويقول المعماري فوستر: «أن الدافع وراء تصميم سقف الاتريوم هو الاحترام العميق لمبنى المتحف القائم.»